# Rogów (Grodków)
Rogów (deutsch: Rogau) ist ein Dorf in der Landgemeinde Grodków (Grottkau) in der Woiwodschaft Opole in Polen.

## Geographie
Das Straßendorf Rogów liegt im Westen der Region Oberschlesien im Grenzbereich zu Niederschlesien, in der Schlesischen Tiefebene dreizehn Kilometer südwestlich von Grodków, 40 Kilometer südwestlich von Brzeg (Brieg) und 50 Kilometer westlich von Opole (Oppeln). Westlich verläuft die Grenze zur Woiwodschaft Niederschlesien.
Nachbarorte von Rogów sind im Norden Jagielno (Alt Jägel), im Süden Samborowice (Alttschammendorf) und im Westen Jagielno (Deutsch Jägel).

## Geschichte

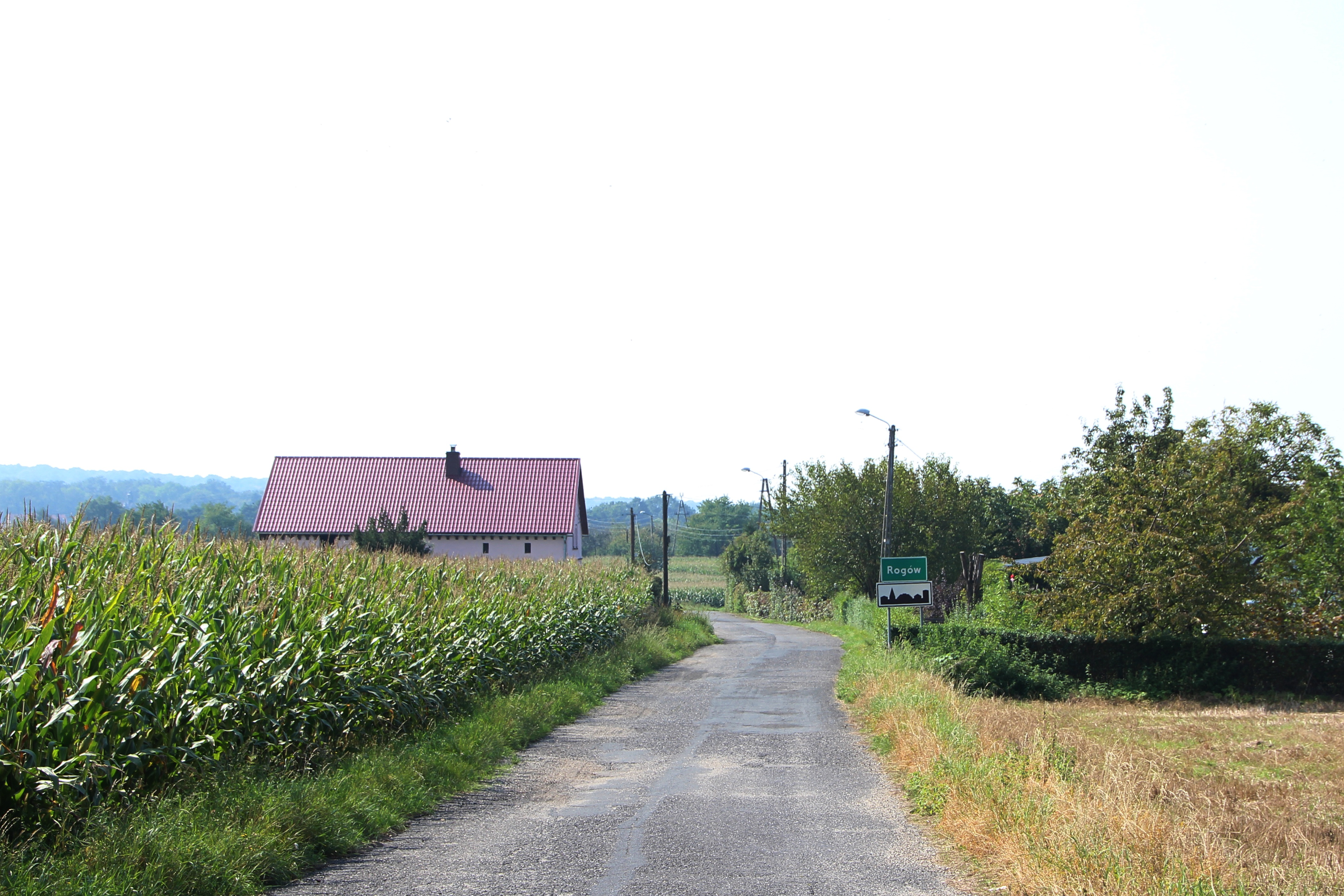
Ortseingang

„Rogow“ wurde erstmals 1343 erwähnt, als es von der Stadt Grottkau erworben wurde, mit der es 1344 an das geistliche Fürstentum Neisse gelangte. An Besitzern sind bekannt: 1381 Vinzenz von Kühschmalz mit einem Stück Wald, 1569 Baltzer Rothkirch, 1645 Johannes Scheliha, dem das Vorwerk gehörte. Das Rittergut gehörte im 17. Jahrhundert der Stadt Neisse.
Nach dem Ersten Schlesischen Krieg 1742 fiel Rogau mit dem größten Teil des Fürstentums Neisse an Preußen. Nach der Neuorganisation der Provinz Schlesien gehörte die Landgemeinde Rogau ab 1816 zum Landkreis Grottkau. 1845 bestanden im Dorf eine Kapelle, ein Vorwerk, eine Försterei und 25 weitere Häuser. Im gleichen Jahr lebten 116 Einwohner in Rogau, davon 18 evangelisch. 1855 waren es 139 Einwohner. 1865 bestanden im Ort 119 Stellenbesitzer und drei Häuslerstellen. Eingeschult und eingepfarrt waren die Bewohner nach Ober-Kühschmalz. 1874 wurde der Amtsbezirk Osseg gegründet, dem die [[Landgemeinde (Preußen>)|Landgemeinden]] Boitmannsdorf, Nieder Kühschmalz, Ober Kühschmalz und Rogau sowie die Gutsbezirke Boitmannsdorf, Nieder Kühschmalz, Ober Kühschmalz und Rogau eingegliedert wurden. 1885 zählte Rogau 121 Einwohner. 1933 sowie 1939 lebten jeweils 84 Menschen in Rogau.
Als Folge des Zweiten Weltkrieges fiel Rogau zusammen mit fast ganz Schlesien an Polen uns wurde nachfolgend in Rogów umbenannt. Die einheimische deutsche Bevölkerung wurde – soweit sie nicht schon vorher geflohen war – vertrieben. Die neu angesiedelten Bewohner waren teilweise Zwangsausgesiedelte aus Ostpolen, das an die Sowjetunion gefallen war.

## Sehenswürdigkeiten
- Hölzernes Wegekreuz